# 슬픔 끝에 빛나는 빛
슬픔 끝에 빛나는 빛(《悲しみの果てに灯る光》)은 Aqua Timez (Aqua Timez)가 2004년에 자체제작한 앨범이다.

## 수록곡
1. 白い森 (하얀 숲)[시로이모리]
앨범 〈風をあつめて (바람을 모아서)〉의 14번 트랙에 수록.
2. 向日葵 (해바라기)[히마와리]
3. 夜の果て (밤의 끝)[요루노하떼]
〈七色の落書き (일곱 색깔의 낙서)〉의 6번 트랙에 수록.
4. 独り言
〈空いっぱいに奏でる祈り (하늘 가득히 연주하는 기도)〉의 4번 트랙에 수록.
5. 希望の咲く丘から (희망이 피는 언덕에서)[키보노사쿠오카까라]
〈空いっぱいに奏でる祈り (하늘 가득히 연주하는 기도)〉의 1번 트랙에 수록.
6. 静かな恋の物語 (조용한 사랑 이야기)[시즈까나코이노모노카따리]
〈七色の落書き (일곱 색깔의 낙서)〉의 8번째 트랙에 수록.